# Alois Vávra
Alois Vávra (13. září 1914 Krmelín – 18. listopadu 1943 Biskajský záliv) byl český palubní navigátor 311. československé bombardovací perutě RAF.

## Život

### Před druhou světovou válkou
Alois Vávra se narodil 13. září 1914 v Krmelíně na Frýdecko-Místecku v rodině Aloise a Amálie Vávrových. Odmaturoval na učitelském ústavu v Příboru. Během prezenční vojenské služby absolvoval mezi lety 1936 a 1937 školu pro důstojníky v záloze v Pardubicích. Rozhodl se pro dráhu voják z povolání a mezi lety 1937 a 1938 vystudoval Vojenskou akademii v Hranicích. Dosáhl hodnosti poručíka jezdectva.

### Druhá světová válka
Po německé okupaci v březnu 1939 se Alois Vávra zapojil do protinacistického odboje v řadách Obrany národa a byl ustanoven jejím velitelem pro okres Moravská Ostrava. Dne 30. prosince 1939 opustil ilegálně Protektorát Čechy a Morava a přes Maďarsko a blízký východ se dostal do Marseille, kde byl 9. února 1940 u Československé armády v zahraničí. Po pádu Francie v červnu 1940 se evakuoval do Spojeného království, kde byl zařazen do důstojnické zálohy Československé armády. K 19. prosinci 1942 byl přijat do Royal Air Force. Po výcviku na palubního navigátora byl 14. dubna 1943 zařazen k 311. československé bombardovací peruti, se kterou se začal účastnit protiponorkových hlídkových letů nad oceánem. První operační let absolvoval 1. května 1943. Dne 18. listopadu 1943 odstartoval jako příslušník posádky stroje Consolidated B-24 Liberator GR Mk.V BZ872 "E" pod velením Metoděje Šebely. Úkolem byla protiponorková patrola nad Biskajským zálivem, ze které se již nevrátil. Poslední zpráva pochází z času 13.10 hodin a hovoří o nutnosti přistát na moři z důvodu závady motoru. Dle německých záznamů byl jeho letoun pravděpodobně sestřelen dvojicí německých stíhaček Messerschmitt Bf 109 v prostoru Brestu. Jeho tělo moře nevyplavilo. Dosáhl hodnosti nadporučíka.

## Posmrtná ocenění
- Alois Vávra byl in memoriam povýšen do hodnosti štábního kapitána a v roce 1991 do hodnosti plukovníka
- Aloisi Vávrovi byl in memoriam udělen Československý válečný kříž 1939